# Реакция Белоусова — Жаботинского

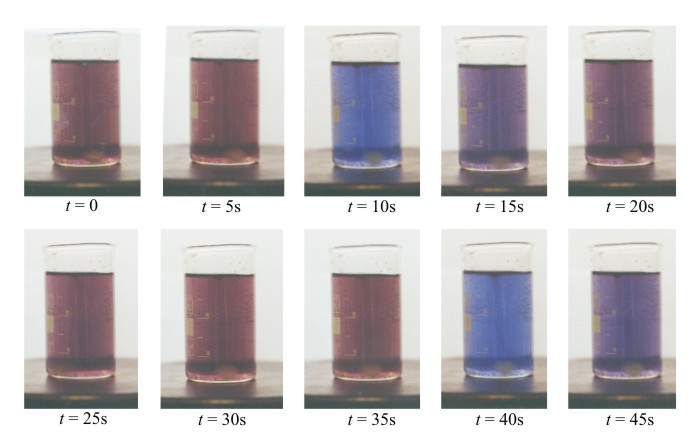
Изменение цвета реакционной смеси в реакции Белоусова — Жаботинского с ферроином

Реакция Белоусова — Жаботинского — класс химических реакций, протекающих в колебательном режиме, при котором некоторые параметры реакции (цвет, концентрация компонентов, температура и др.) изменяются периодически, образуя сложную пространственно-временную структуру реакционной среды.
В настоящее время под этим названием объединяется целый класс родственных химических систем, близких по механизму, но различающихся используемыми катализаторами (Ce3+, Mn2+ и комплексы Fe2+, Ru2+), органическими восстановителями (малоновая кислота, броммалоновая кислота, лимонная кислота, яблочная кислота и др.) и окислителями (броматы, иодаты и др.).
При определенных условиях эти системы могут демонстрировать очень сложные формы поведения от регулярных периодических до хаотических колебаний и являются важным объектом исследования универсальных закономерностей нелинейных систем. В частности, именно в реакции Белоусова — Жаботинского наблюдался первый экспериментальный странный аттрактор в химических системах и была осуществлена экспериментальная проверка его теоретически предсказанных свойств.
История открытия колебательной реакции Б. П. Белоусовым, экспериментальное исследование её и многочисленных аналогов, изучение механизма, математическое моделирование, историческое значение приведены в коллективной монографии.

## История открытия

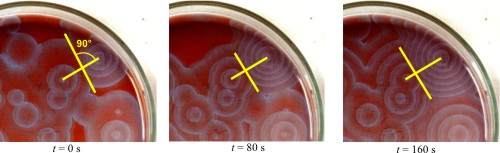
Некоторые конфигурации, возникающие при реакции Белоусова — Жаботинского в тонком слое в чашке Петри

Борис Павлович Белоусов проводил исследования цикла Кребса, пытаясь найти его неорганический аналог. В результате одного из экспериментов в 1951 году, а именно окисления лимонной кислоты броматом калия в кислотной среде в присутствии катализатора — ионов церия Ce+3, он обнаружил автоколебания. Течение реакции менялось со временем, что проявлялось периодическим изменением цвета раствора от бесцветного (Ce+3) к жёлтому (Ce+4) и обратно. Эффект ещё более заметен в присутствии индикатора ферроина. Сообщение Белоусова об открытии было встречено в советских научных кругах скептически, поскольку считалось, что автоколебания в химических системах невозможны. Статью Белоусова дважды отклоняли в редакциях советских журналов, поэтому опубликовать результаты исследований колебательной реакции он смог только в сокращённом виде спустя 8 лет в ведомственном сборнике, выходившем небольшим тиражом. Впоследствии эта статья стала одной из самых цитируемых в данной области, а реакция получила название реакции Белоусова.
Дальнейшее развитие исследований этой реакции произошло, когда профессор Симон Эльевич Шноль предложил своему аспиранту, в будущем лауреату Ленинской премии Анатолию Марковичу Жаботинскому исследовать механизм реакции. От приглашения проводить совместные исследования Белоусов отказался, хотя выражал удовлетворение тем, что его работа продолжена. Жаботинский провёл подробные исследования реакции, включая её различные варианты, а также составил её первую математическую модель (1964). Основные результаты были изложены в книге Жаботинского «Концентрационные колебания».
В 1969 году Жаботинский с коллегами обнаружили, что если реагирующую смесь разместить тонким плоским слоем, в нём возникают волны изменения концентрации, которые видны невооружённым глазом в присутствии индикаторов.
Сейчас известно довольно много реакций типа Белоусова — Жаботинского, например, реакция Бриггса — Раушера.

## Механизм реакции
Жаботинский предложил первое объяснение механизма реакции и простую математическую модель, которая была способна демонстрировать колебательное поведение. В дальнейшем описание механизма было расширено и уточнено, экспериментально наблюдаемые динамические режимы, включая хаотические, были теоретически рассчитаны, и показано их соответствие эксперименту. Полный список элементарных стадий реакции очень сложен и составляет почти сотню реакций с десятками веществ и интермедиатов. До сих пор подробный механизм неизвестен, особенно константы скоростей реакций.

### Модель Жаботинского — Корзухина
Первая модель реакции Белоусова — Жаботинского была получена в 1967 году Жаботинским и Корзухиным на основе подбора эмпирических соотношений, правильно описывающих колебания в системе. В её основе лежала знаменитая консервативная модель Лотки — Вольтерры.
{\displaystyle {\frac {dX_{1}}{dt}}=k_{1}X_{1}(C-X_{2})-k_{0}X_{1}X_{3}}
{\displaystyle {\frac {dX_{2}}{dt}}=k_{1}X_{1}(C-X_{2})-k_{2}X_{2}}
{\displaystyle {\frac {dX_{3}}{dt}}=k_{2}X_{2}-k_{3}X_{3}}
здесь {\displaystyle X_{2}} = [Ce4+], C=[Ce4+]0 + [Ce3+]0, {\displaystyle X_{1}} — концентрация автокатализатора, {\displaystyle X_{3}} = [Br−].

### Брюсселятор

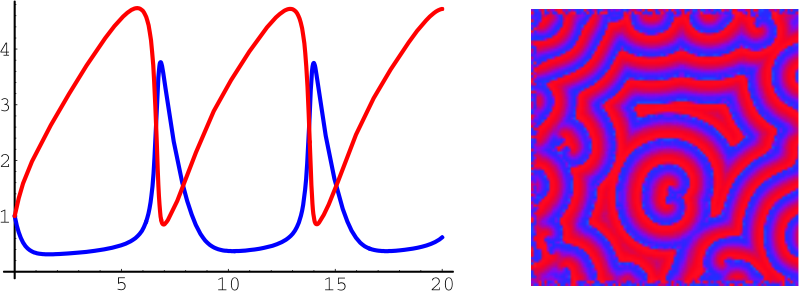
Колебательная динамика модели «брюсселятор» и моделирование с её помощью волн

Простейшая модель, предложенная Пригожиным, которая имеет колебательную динамику.
| I   | A      | → | X     |               |
| II  | B + X  | → | Y + D |               |
| III | 2X + Y | → | 3X    | (автокатализ) |
| IV  | X      | → | E     |               |
|     |        |   |       |               |
| V   | A + B  | → | E + D |               |

### Орегонатор
Механизм, предложенный Филдом и Нойесом, является одним из простейших и в то же время наиболее популярным в работах, исследующих поведение реакции Белоусова — Жаботинского:
| I   |  | A + Y | {\displaystyle \longrightarrow } | X       |
| II  |  | X + Y | {\displaystyle \longrightarrow } | P       |
| III |  | B + X | {\displaystyle \longrightarrow } | 2 X + Z |
| IV  |  | 2 X   | {\displaystyle \longrightarrow } | Q       |
| V   |  | Z     | {\displaystyle \longrightarrow } | f Y     |

Соответствующая система обыкновенных дифференциальных уравнений:
{\displaystyle {\frac {d[X]}{dt}}=k_{I}[A][Y]-k_{II}[X][Y]+k_{III}[B][X]-k_{IV}[X]^{2}}
{\displaystyle {\frac {d[Y]}{dt}}=-k_{I}[A][Y]-k_{II}[X][Y]+fk_{V}[Z]}
{\displaystyle {\frac {d[Z]}{dt}}=k_{III}[B][X]-k_{V}[Z]}
Эта модель демонстрирует простейшие колебания, похожие на экспериментально наблюдаемые, однако она не способна показывать более сложные типы колебаний, например сложнопериодические и хаотические.

### Расширенный орегонатор
Модель Шоуалтера, Нойеса и Бар-Эли разрабатывалась для моделирования сложнопериодического и хаотического поведения реакции. Однако хаос получить в этой модели не удалось. 
| 1 |  | A + Y | {\displaystyle \leftrightarrow } | X + P   |
| 2 |  | X + Y | {\displaystyle \leftrightarrow } | 2 P     |
| 3 |  | A + X | {\displaystyle \leftrightarrow } | 2 W     |
| 4 |  | C + W | {\displaystyle \leftrightarrow } | X + Z'  |
| 5 |  | 2 X   | {\displaystyle \leftrightarrow } | A + P   |
| 6 |  | Z'    | {\displaystyle \rightarrow }     | g Y + C |

где {\displaystyle A} — BrO3−; {\displaystyle X} — HBrO2; {\displaystyle Y} — Br−; {\displaystyle C} — Ce3+; {\displaystyle Z}' — Ce4+; {\displaystyle W} — BrO2•; {\displaystyle P} — HOBr.

### Полный реакционный механизм
Наиболее полный известный реакционный механизм представляет собой набор 80 элементарных реакций.

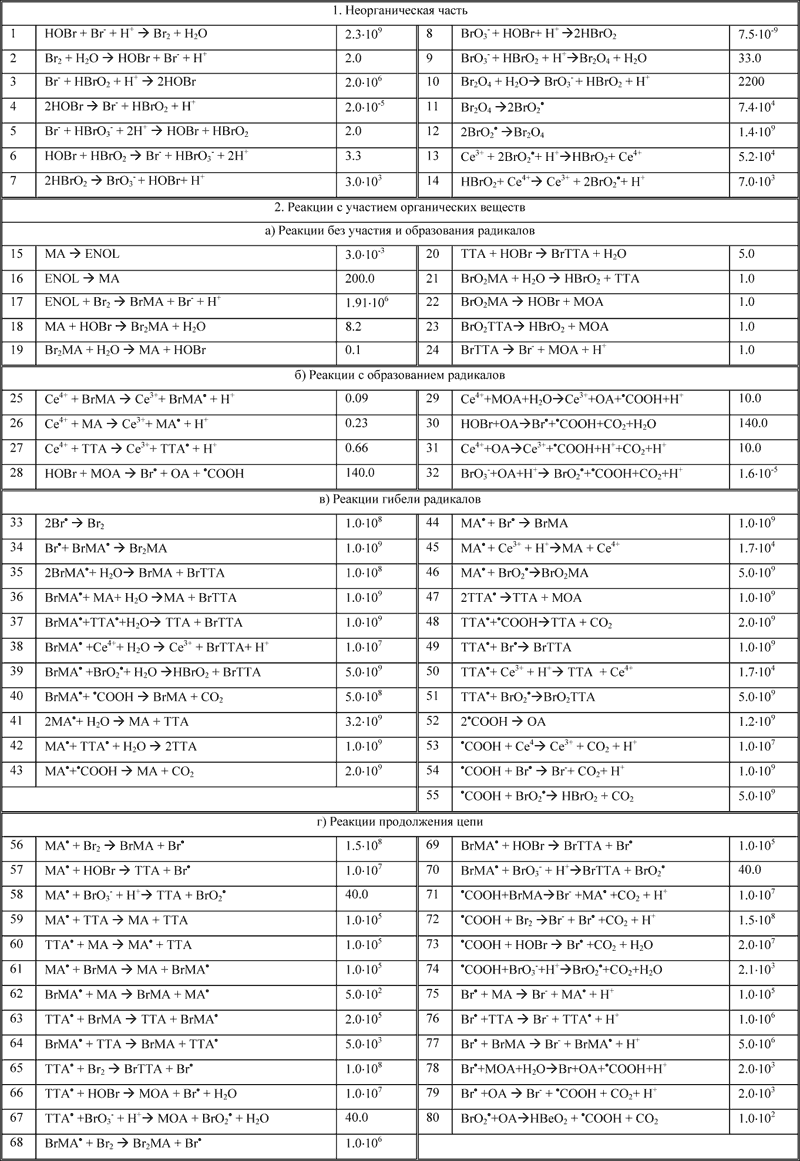
80-стадийный механизм реакции Белоусова-Жаботинского

### Графическая схема

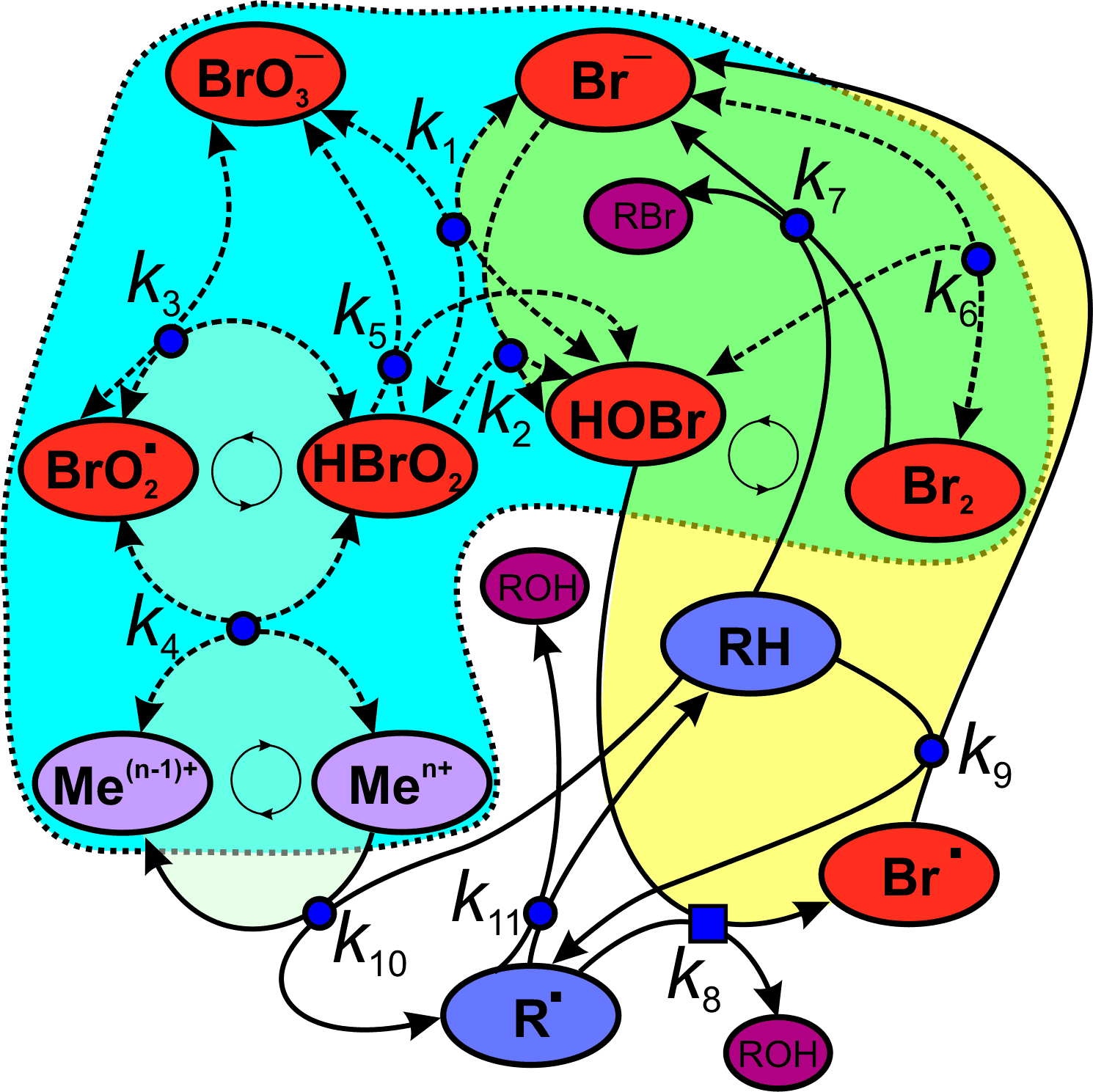
Графическая схема механизма реакции Белоусова — Жаботинского

## Значение открытия реакции
Реакция Белоусова — Жаботинского стала одной из самых известных в науке химических реакций, её исследованиями занимаются множество учёных и групп различных научных дисциплин и направлений во всём мире: математике, химии, физике, биологии. Обнаружены её многочисленные аналоги в разных химических системах (см., например, твердофазный аналог — органический самораспространяющийся высокотемпературный синтез). Опубликованы тысячи статей и книг, защищено множество кандидатских и докторских диссертаций. Открытие реакции фактически дало толчок к развитию таких разделов современной науки, как синергетика, теория динамических систем и детерминированного хаоса.
Учитывая значимость выявленных реакций для науки, эта работа была признана как научное открытие и занесена в Государственный реестр открытий СССР под № 174.